# Mária Bartuszová
Mária Bartuszová, geborene Vnoučková (* 24. April 1936 in Prag; † 22. Dezember 1996 in Košice), war eine tschechoslowakische Bildhauerin. Ihre Arbeiten wurden 2007 auf der documenta gezeigt. Mária Bartuszová gilt als eine der wichtigsten slowakischen Bildhauerinnen der zweiten Hälfte des 20. Jahrhunderts.

## Leben und Wirken

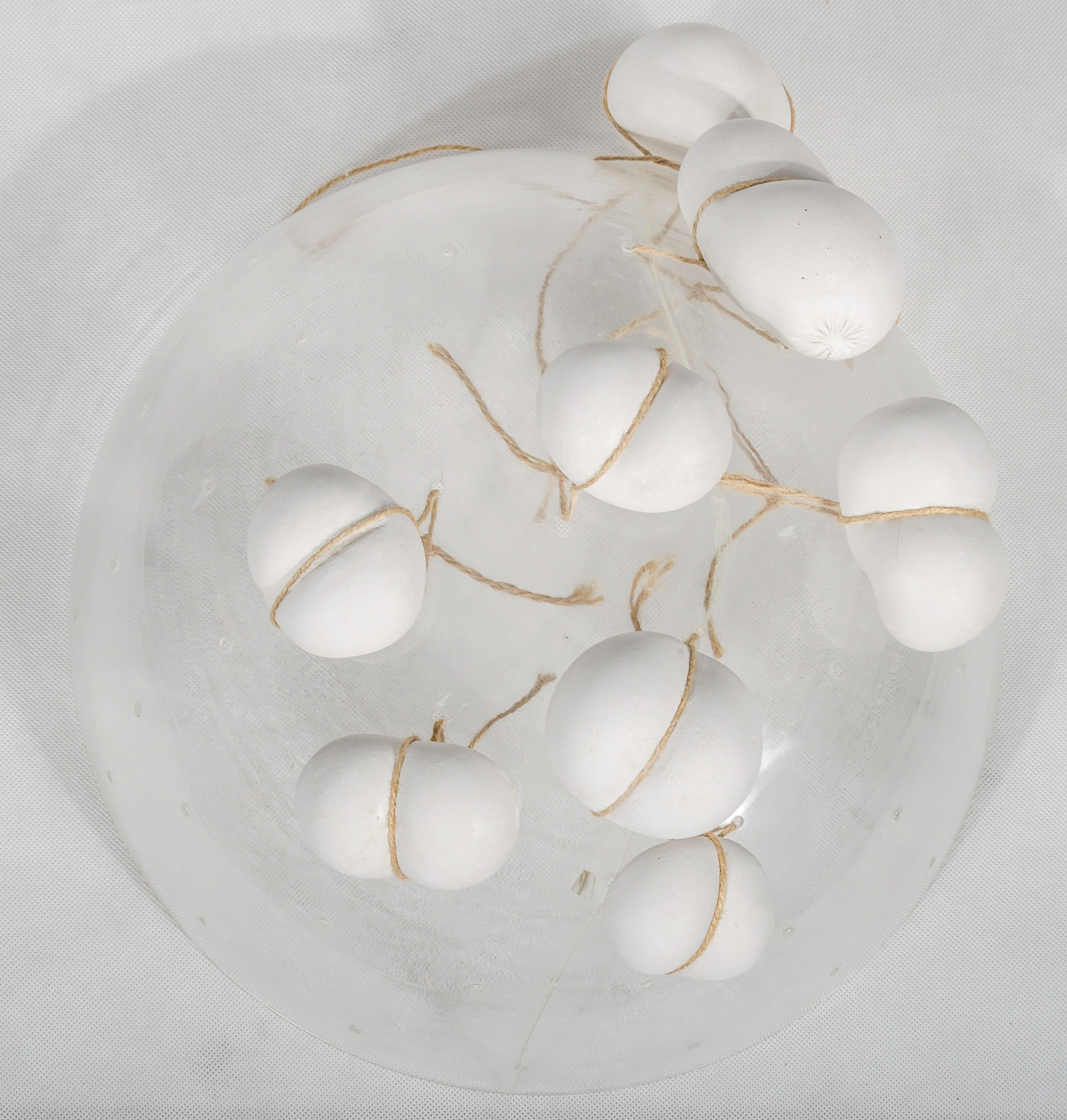
Bez tytułu (1987)

Mária Vnouīková besuchte von 1951 bis 1955 die Höhere Schule für angewandte Kunst in Prag. Von 1956 bis 1961 studierte sie an der Akademie für Kunst, Architektur und Design Prag (VŠUP) bei Professor Otto Eckert im Atelier für Keramik. 1961 heiratete sie den Bildhauer Juraj Bartusz.
Mária Bartuszová wandte sich ab den 1960er Jahren der abstrakten Skulptur zu und fand nach Ausflügen zum Konkretismus zur biomorphen Gestaltung, der sie in ihrem weiteren Schaffen treu blieb. Ihr bevorzugtes Material für Skulpturen war Gips, häufig als Abguss von organischen Formen, die sie mit Ballons und Gummiformen erzeugte. In den 1970er Jahren schuf sie taktile Skulpturen für Blinde. In den 1980ern veränderten sich ihre Skulpturen hin zu mehr Offenheit und weniger perfekten Oberflächen, sie setzte nun perforierte Gipshüllen ein, und verknüpfte mehrere Objekte mit Fäden und Drähten zu Installationen. Bartuszová lebte und arbeitete in Košice und in Prag. Auch wenn sie aus einer slowakischen Familie kam, ist sie durch ihr Studium in Prag und die daraus folgenden künstlerischen Verbindungen besonders zu Eva Kmentová eher der tschechischen Kunstszene zuzurechnen.

## Ausstellungen (Auswahl)
- 2014: Happy Birthday! 20 Jahre Sammlung Goetz. (Gruppenausstellung), Sammlung Goetz, München[4], Katalog.
- 2009: Gender Check - Rollenbilder in der Kunst Osteuropas, MUMOK, Wien. Museum Moderner Kunst – Stiftung Ludwig Wien (MUMOK), vom 13. November 2009 bis 14. Februar 2009. Kuratiert von Bojana Pejić. Katalog erschienen bei Wien 2009, ISBN 978-3-902490-57-5.[3]
- 2009: Awkward Objects, Museum für Moderne Kunst, Warschau.[5] (Gruppenausstellung).
- 2007: documenta 12, Kassel. Gezeigt wurden Gips-Skulpturen und Materialcollagen.[6] (Gruppenausstellung).
- 2005: Mária Bartuszová - The Path to Organic Skulpture, Slowakische Nationalgalerie, Bratislava.[7] (Einzelausstellung).
- 2022: Mária Bartuszová, Tate Modern, London, 20. September 2022 bis 25. Juni 2023[8]